# Bullandö
Bullandö är en halvö och en tidigare småort på den sydöstra delen av Värmdölandet i Stockholms skärgård, i Värmdö kommun. Halvön begränsas av Norrviken i nordväst, av Älgöfjärden i norr, av Simpströmmen i öster och av Breviken i söder. Ett näs förbinder Bullandö med Älvsala. 
I samband med tätortsavgränsningen 2015 kom Bullandö att inkluderas i den nya tätorten Älvsala.

## Historia
- Bullande omnämns år 1535. Namnet kan ha getts av terrängen med runda berg.[5]
- År 1580 tillhörde gården Väsby fjärding i Värmdö skeppslag. Gårdarna i denna fjärding (Björkvik, Saltarö med flera) ligger nära Älgöfjärden eller dess vik till Värmdö kyrka.
- Bullandö bestod under 1600-talet av två skattehemman med 5 hektar åker. År 1646 förlänades dessa till amiral Erik Ryning.
- Några år omkring år 1700 var Bullandö prästboställe för komministern på Djurö. Från 1704 till 1714 avlönade hemmanet, som räknades som ett mantal, häradets länsman. På halvöns norra del låg torpet "Simpan".[6] Gården brändes av ryssarna år 1719.
- År 1906 köpte Clas Pauli området och lät bygga en stor sommarvilla[7] där torpet Simpan stått. Åkerarealen var nu 35 hektar.[8] I Norrvikens inre del låg ett båtsmanstorp.[9] Vid denna tid planerade Värmdö Järnvägs AB en järnväg till Bullandö från Storängen i Nacka via en tilltänkt villastad vid Ålstäket, detta uppgavs dock år 1909.[10]
- År 1967 köpte familjen Broms Bullandö.[11] Under 1970-talet breddades Bullandövägen och fick ny sträckning, marinan byggdes ut och cirka 140 tomter styckades av, de flesta för fritidshus.
- Runt millennieskiftet infördes avsaltning och den centralt belägna Seglarbyn med 39 fastigheter anlades.[12]

## Natur
Naturen är en blandning av skog, äng och hustomter. Stora delar av de gamla jordbruksmarkerna hålls öppna genom slåtter och betande djur.  

## Näringsliv och service
Södra Bullandö domineras idag av Bullandö Marina, en av de största småbåtshamnarna i Stockholms skärgård med plats för 1 400 båtar och flera serviceföretag. Affärer och restaurang är öppna på sommaren och delvis under vår och höst.

## Kommunikationer

### Till lands
Den enskilda Bullandövägen förbinder området med Fagerdala. SL-Buss 440 vänder på Bullandö. Avståndet till Hemmesta, som har vinteröppna affärer, är 12 kilometer.

### Till sjöss
Vid Bullandö möts farlederna Vindöström–Simpströmmen–Nämdöfjärden och Strömma kanal–Kanholmsfjärden.